# Anime belle
Anime belle è il terzo album di Marina Rei pubblicato nel 1998.

## Tracce
1. Un Inverno Da Baciare* – 4:05
2. Anime belle – 4:12
3. T'innamorerò – 4:27
4. Cuore a Metà – 4:06
5. Fortunata – 3:50
6. Attimi di noi – 3:50
7. Scusa – 4:32
8. L'eternità – 4:16
9. Come un'onda – 4:43
10. Ti scrivo una canzone – 3:49
11. Ci sarò (I'll be) – 4:24
12. L'allucinazione – 4:18
13. Noi – 3:39

- "Un inverno da Baciare", presentata al Festival di Sanremo del 1999, è inserita nella riedizione dell'album.